# ربکا ساندرز
ربکا ساندرز (به انگلیسی: Rebecca Saunders; زادهٔ ۱۹ دسامبر ۱۹۶۷) یک آهنگساز متولد لندن است. او در شهر برلین زندگی می‌کند.

## موسیقی
موسیقی ساندرز با استفاده محدود از نواک (pitch) و استفاده زیاد از تغییرات و پیچیدگی‌های رنگ صوتی شناخته می‌شود. اکثر آثار او حول یک نواک یا گروه کوچکی از نت‌ها شکل گرفته است و از این رو، بسط و گسترش در آثار او بیشتر به واسطه سونوریته و بافت است تا حرکت ملودی. البته او گاهی نیز از حرکت‌های شبه-دیاتونیک نیز در آثارش استفاده می‌کند که در قیاس با دیگر آثارش رویکردی نسبتاً سنتی است.

## پیوندها
- وبگاه رسمی